# Hochkamp (Hamburg)
Koordinaten: 53° 33′ 40″ N, 9° 50′ 32″ O
Hochkamp ist ein großbürgerliches, in den 1890er Jahren gegründetes Villenviertel in den Hamburger Elbvororten und gehört zum Bezirk Altona. Die nach wie vor einheitliche, großzügige Bebauung wurde sichergestellt durch Aufnahme und strikte Handhabung der sogenannten „Hochkampklausel“ in Grundbuch und Grundstückskaufverträge.

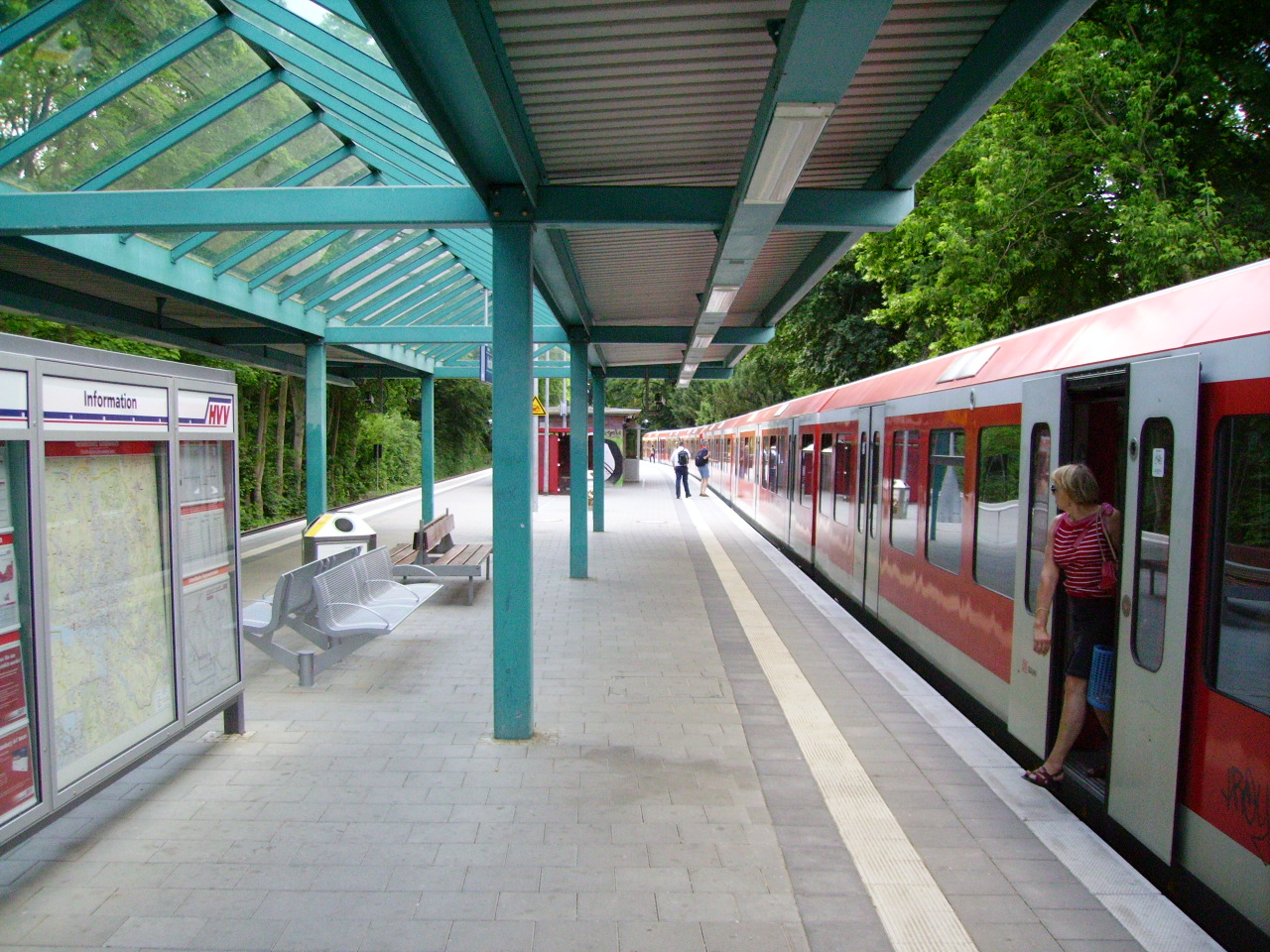
S-Bahn-Station Hochkamp

## Geographie
Hochkamp erstreckt sich über eine Fläche von ca. 1 km². Südlich der S-Bahn-Linie S1 ist Hochkamp dem Stadtteil Nienstedten zuzuordnen, nördlich davon dem Stadtteil Osdorf.

## Bebauung
Hochkamp besteht aus ca. 360 Grundstücken, die nur mit Einfamilienhäusern im Villenstil bebaut sind bzw. bebaut werden dürfen. Die Grundstücksgröße beträgt mindestens 1.500 m².

## Geschichte

Kaiser-Wilhelm-Straße zu Beginn des 20. Jahrhunderts (heute Dörpfeldstraße)

Hochkamp ist ein relativ junges Viertel ohne dörfliche Geschichte, Ortskern oder Kirchenbuch. Die Gründung geht zurück auf den aus Tönning stammenden Kaufmann Ferdinand Ancker, an den die gleichnamige Ferdinand-Ancker-Straße erinnert. Mit finanzieller Unterstützung des Hamburger Kaufmanns Friedrich Leopold Loesener, Schwiegersohn des Reeders R. M. Sloman jr., kaufte dieser Ende der 1890er-Jahre rund 100 ha bis dahin landwirtschaftlich genutzte Ländereien in Nienstedten (ca. 31 ha), Osdorf (ca. 42 ha) und Dockenhuden (ca. 26 ha). Dieses zusammenhängende Gebiet wurde in Villengrundstücke aufgeteilt, auf eigene Kosten ein Straßennetz angelegt und ein gemauertes Straßensiel gebaut, das bis zur Elbe führte.
Nachfolgend wurden die erschlossenen Baugrundstücke an interessierte Bauherren verkauft. Beispielsweise wurde am 20. Januar 1898 ein Grundstück mit einer Größe von 4.000 m² für 12.450,- Mark, d. h. 3 Mark/m² verkauft. Bis März 1898 waren es bereits 23 Baustellen.
Der Name der so entstandenen Villenkolonie war zunächst umstritten. Im Gespräch war der Name „Hohenfelde“ in Anlehnung an die Flurnamen „Hochfeld“ und „Hogenfelde“, die auf der Osdorfer und Dockenhudener Feldmark urkundlich belegt sind. Notwendig wurde die Namensgebung durch die für den 2. März 1898 vorgesehene Eröffnung der Bahnstation auf der Strecke Altona–Blankenese. Finanziert wurde die Bahnstation, einschließlich notwendiger Überbrückungen und Bahnhofsgebäude, nicht von der Eisenbahnverwaltung, sondern von dem Investor. Der Name „Hohenfelde“ wurde verworfen, um Verwechslungen mit dem Stadtteil Hamburg-Hohenfelde auszuschließen. Man einigte sich schließlich auf den Fantasienamen „Hochkamp“ unter der Voraussetzung, dass auch der geplanten Haltestelle dieser Name gegeben werde.
Nachdem der Finanzier des Projektes, Friedrich Leopold Loesener, im Jahre 1903 verstorben war, brachten die Erben die noch nicht veräußerten Grundstücke in die neu gegründete Terraingesellschaft Hochkamp m.b.H. ein. Bis zu deren Liquidation Anfang der dreißiger Jahre setzte diese den Verkauf von Hochkamper Grundstücken fort.

## Baurecht in Hochkamp
Hochkamp bewahrte sein städtebauliches Bild, geprägt durch großzügige Villen mit parkartigen Grundstücken, bis zum heutigen Tage.
Grund dafür ist die später so genannte „Hochkampklausel“, die nahezu alle Grundstückskaufverträge gleichlautend enthielten. Darin sind die Grundstücksgrößen und weitere Details wie Art der Bebauung und Grenzabstände festgelegt. Danach verpflichteten sich der Käufer und seine Rechtsnachfolger, auf dem Kaufgrundstück nur ein Einfamilienhaus im Villenstil unter Einhaltung der vorgegebenen Abstände zu errichten, in welchem keinerlei gewerblicher Betrieb geführt werden darf. Diese Beschränkungen wurden als Grunddienstbarkeit in die Grundbücher der Kaufgrundstücke eingetragen. Herrschendes Grundstück war ursprünglich das Grundstück des Verwaltungsgebäudes der Terraingesellschaft. Da die räumliche Beziehung zu den beherrschten Grundstücken fraglich erschien, wurden 1927 mehrere Grundstücke zu herrschenden Grundstücken erklärt.
Die Einhaltung der Hochkampklausel wird durch den im Jahre 1918 gegründeten Verein Hochkamp e. V. gewahrt. Die Eigentümer der herrschenden Grundstücke haben die Rechte aus den Grunddienstbarkeiten an diesen abgetreten. Dieses bildet seine Legitimationsbasis. Im Vergleich zu den Klauseln und Grundbucheintragungen in anderen Siedlungen und Stadtteilen (etwa an der Elbchaussee und im Alstertal) werden die Gestaltungsvorschriften in Hochkamp streng gehandhabt. Zum Beispiel ließ der Verein Hochkamp 1981 trotz Protesten aus der Politik eine Villa abreißen, weil sie die Bedingungen der Hochkamp-Klausel nicht erfüllte.
2025 verhinderte der Verein Hochkamp e. V. auf Grundlage der Hochkampklausel die Errichtung einer Flüchtlingsunterkunft auf dem Park&Ride-Parkplatz an der S-Bahnstation Hochkamp.

## Personen, Institutionen
In Hochkamp lebten bzw. leben nachfolgende Personen bzw. wirkten Institutionen:
- Ernst Voss (1842–1920), Mitbegründer der Werft Blohm + Voss
- Kurt Sieveking (1897–1986), ehemaliger Bürgermeister Hamburgs
- Werner Otto (1909–2011), Gründer Otto-Versand, ECE Projektmanagement
- Rolf Liebermann (1910–1999), Komponist und Intendant
- Inge Meysel (1910–2004), Schauspielerin
- Christoph von Dohnányi (* 1929), Dirigent
- Hellen Kwon (* 1961), Koloratursopran
- Til Schweiger (* 1963), Schauspieler
- Axel C. Heitmann (* 1959), Manager
- Joja Wendt (geb. 1964), Jazz-Pianist[8]
- Christoph Ahlhaus (geb. 1969), ehemaliger Innensenator und Bürgermeister Hamburgs
- Frauke Scheunemann (geb. 1969), Juristin, Journalistin und Schriftstellerin
- Frank Rost (* 1973), deutscher Fußballtorhüter[8]
- Führungsakademie der Bundeswehr
  - In einem Offiziershaus der Akademie wohnte der bisherige Nationalsozialist Gustav Adolf Rein[9]
- Missionsakademie an der Universität Hamburg